# Gran Premi d'Alemanya del 1957
Resultats del Gran Premi d'Alemanya de Fórmula 1 de la temporada 1957, disputat al circuit de Nürburgring el 4 d'agost del 1957.

## Resultats
Per incrementar el nombre de participants, els organitzadors van obrir la carrera als vehicles de la Fórmula 2 (marcats amb fons groc) encara que aquests no es tinguessin en compte de cara a les classificacions del campionat.
| Pos | No | Pilot                   | Equip           | Voltes | Temps/ Retirada | Pos. de sortida | Punts |
| --- | -- | ----------------------- | --------------- | ------ | --------------- | --------------- | ----- |
| 1   | 1  | Juan Manuel Fangio      | Maserati        | 22     | 3h 30' 38. 3    | 1               | 9     |
| 2   | 8  | Mike Hawthorn           | Ferrari         | 22     | + 3.6 s         | 2               | 6     |
| 3   | 7  | Peter Collins           | Ferrari         | 22     | + 35.6 s        | 4               | 4     |
| 4   | 6  | Luigi Musso             | Ferrari         | 22     | + 3' 37.6 min.  | 8               | 3     |
| 5   | 10 | Stirling Moss           | Vanwall         | 22     | + 4' 37.2 min.  | 7               | 2     |
| 6   | 2  | Jean Behra              | Maserati        | 22     | + 4' 38.5 min.  | 3               |       |
| 7   | 3  | Harry Schell            | Maserati        | 22     | + 6' 47.5 min.  | 6               |       |
| 8   | 16 | Masten Gregory          | Maserati        | 21     | + 1 Volta       | 10              |       |
| 9   | 11 | Tony Brooks             | Vanwall         | 21     | + 1 Volta       | 5               |       |
| 10  | 4  | Giorgio Scarlatti       | Maserati        | 21     | + 1 Volta       | 13              |       |
| 11  | 15 | Bruce Halford           | Maserati        | 21     | + 1 Volta       | 16              |       |
| 12  | 21 | Edgar Barth             | Porsche         | 21     | + 1 Volta       | 12              |       |
| 13  | 28 | Brian Naylor            | Cooper - Climax | 20     | + 2 Voltes      | 17              |       |
| 14  | 27 | Carel Godin de Beaufort | Porsche         | 20     | + 2 Voltes      | 20              |       |
| 15  | 25 | Tony Marsh              | Cooper - Climax | 17     | + 5 Voltes      | 22              |       |
| Ret | 17 | Hans Herrmann           | Maserati        | 14     | Xassís          | 11              |       |
| Ret | 20 | Umberto Maglioli        | Porsche         | 13     | Motor           | 15              |       |
| Ret | 23 | Roy Salvadori           | Cooper - Climax | 11     | Suspensions     | 14              |       |
| Ret | 18 | Paco Godia              | Maserati        | 11     | Direcció        | 21              |       |
| Ret | 12 | Stuart Lewis-Evans      | Vanwall         | 10     | Caixa canvi     | 9               |       |
| Ret | 24 | Jack Brabham            | Cooper - Climax | 6      | Transmissió     | 18              |       |
| Ret | 26 | Paul England            | Cooper - Climax | 4      | Distribuïdor    | 23              |       |
| Ret | 29 | Dick Gibson             | Cooper - Climax | 3      | Direcció        | 24              |       |
| Ret | 19 | Horace Gould            | Maserati        | 2      | Eix / Palier    | 19              |       |

## Altres
- Pole: Juan Manuel Fangio 9' 25. 6

- Volta ràpida: Juan Manuel Fangio 9' 17. 4 (a la volta 20)